# You Bring Blessings
You Bring Blessings är ett album från 2007 av reggaeartisten Lutan Fyah.

## Låtlista
1. "Desire to Get Higher" - 3:35
2. "Never Get Enough" - 4:02
3. "Hamer Dem Down" - 3:41
4. "You Bring Blessing" - 3:30
5. "Never Stop Hail Rastafari" - 4:03
6. "Break Free" - 3:40
7. "Babylon Keep on Telling a Lie" - 4:01
8. "Stand in My Way" - 3:32
9. "She's My Sunshine" - 3:59
10. "No More Pillow Talk" - 3:40
11. "Spend Some Time" - 3:26
12. "So Much Guns in the City" - 3:45
13. "After All feat. Morris Man" - 3:59